# Onitis spinipes
Onitis spinipes är en skalbaggsart som beskrevs av Dru Drury 1770. Onitis spinipes ingår i släktet Onitis och familjen bladhorningar. Inga underarter finns listade i Catalogue of Life.